# هیومن: فال فلت
هیومن: فال فلت (انگلیسی: Human: Fall Flat) یک بازی ویدئویی در سبک سکوبازی-معمایی است که توسط استودیوی لیتوانیایی نو بریکز گیمز توسعه و توسط کارو دیجیتال منتشر شده‌است. این بازی در ژوئیه ۲۰۱۶ برای مایکروسافت ویندوز، لینوکس و مک‌اواس، و نسخه‌های پلی‌استیشن ۴، اکس‌باکس وان در مه ۲۰۱۷ و یک نسخه نینتندو سوئیچ در دسامبر ۲۰۱۷ منتشر شد.